# Никомавровка
Никомавровка (укр. Никомаврівка) — село, относится к Ширяевскому району Одесской области Украины.
Население по переписи 2001 года составляло 233 человека. Почтовый индекс — 66842. Телефонный код — 4858. Занимает площадь 0,63 км². Код КОАТУУ — 5125485204.

## Местный совет
66842, Одесская обл., Ширяевский р-н, с. Саханское, ул. Ленина, 65